# Guillaume de Jerphanion
Guillaume de Jerphanion, né à Pontevès le 3 mars 1877 et mort à Rome le 22 octobre 1948, est un jésuite français, missionnaire épigraphiste, géographe, photographe, linguiste, archéologue et byzantiniste.

## Biographie[2]
Guillaume de Jerphanion est né le 3 mars 1877, troisième d’une fratrie de huit enfants. Il est issu d’une famille de la noblesse française originaire de la Haute-Loire en France.
Plutôt que la carrière d’officier de marine, il choisit de rentrer à 16 ans chez les Jésuites.
En 1903 il est envoyé pour la première fois à Tokat en Turquie actuelle pour enseigner les sciences aux enfants arméniens dans l’une des écoles fondée sur le territoire anatolien par les Jésuites. Il y reste jusqu’en 1907. A cette occasion il apprend le turc, une langue qu’il maîtrisa parfaitement. Avant de retourner en France pour étudier la théologie et être ordonné prêtre, il parcourt l’Anatolie (Amasya – Ankara - Samsun – Sivas…) et découvre la Cappadoce.

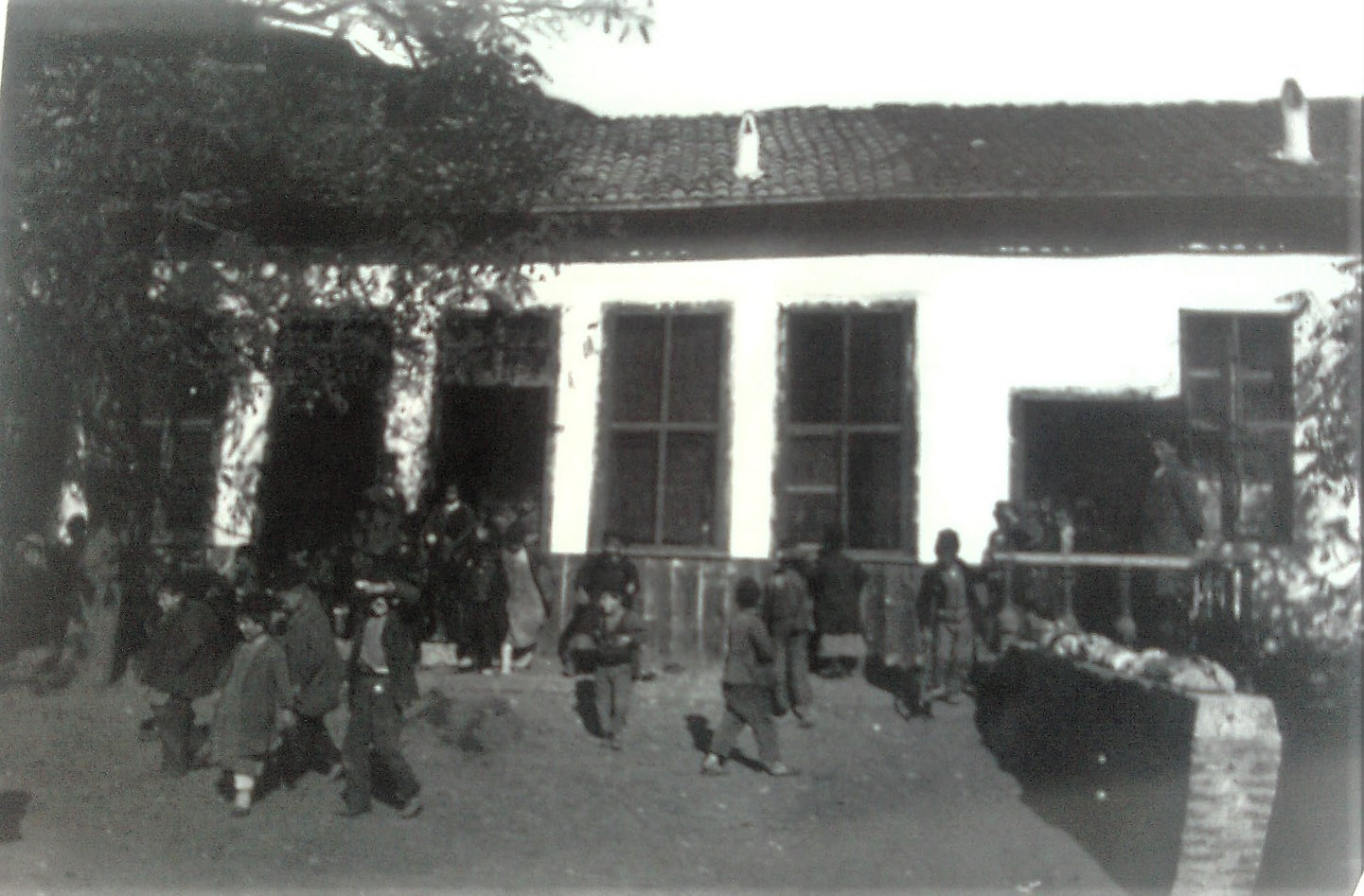
Ecole des Jésuites de Tokat - Turquie (Photo prise entre 1904 et 1907 par Guillaume de Jerphanion)

A propos des écoles Jésuites d’Anatolie. Entre 1881 et 1924, les Jésuites ont ouvert 11 écoles gratuites et mixtes ainsi que 6 écoles gratuites pour filles et 12 autres écoles payantes pour garçons et filles. Il y avait 550 élèves en tout en 1886, 5521 en 1914. Le nombre de Jésuites servant dans ces écoles atteindra à son apogée un peu moins de 60. La langue d’enseignement était le français. Les écoles accueillaient surtout des enfants chrétiens mais aussi pour des “cours du soir” des non-chrétiens comme les juifs et les enfants de notables turcs attirés par la langue française, langue de la diplomatie et du commerce de l’époque. Dans les écoles pour filles les Jésuites étaient secondés par de nombreuses religieuses. Et pour occuper la jeunesse en dehors des heures d’école, les Jésuites organisaient conférences et activités (fanfares, cours de musique, cours de théâtre...)
De retour en Turquie en 1911 Guillaume de Jerphanion est membre de la communauté jésuite d’Istanbul. C’est désormais depuis Istanbul qu’il organisera ses voyages vers la Cappadoce.
La première guerre mondiale l’éloigne de l'Anatolie. Il est Officier-interprète auprès de la Légion d'Orient à Chypre jusqu'en 1918. Il ne reviendra en Turquie qu’en 1921. Tout en s’occupant de la publication de son ouvrages sur les églises rupestres de Cappadoce, il est alors chargé de fermer la plupart des écoles et maisons que la Compagnie de Jésus possédait dans l’Est de la Turquie.

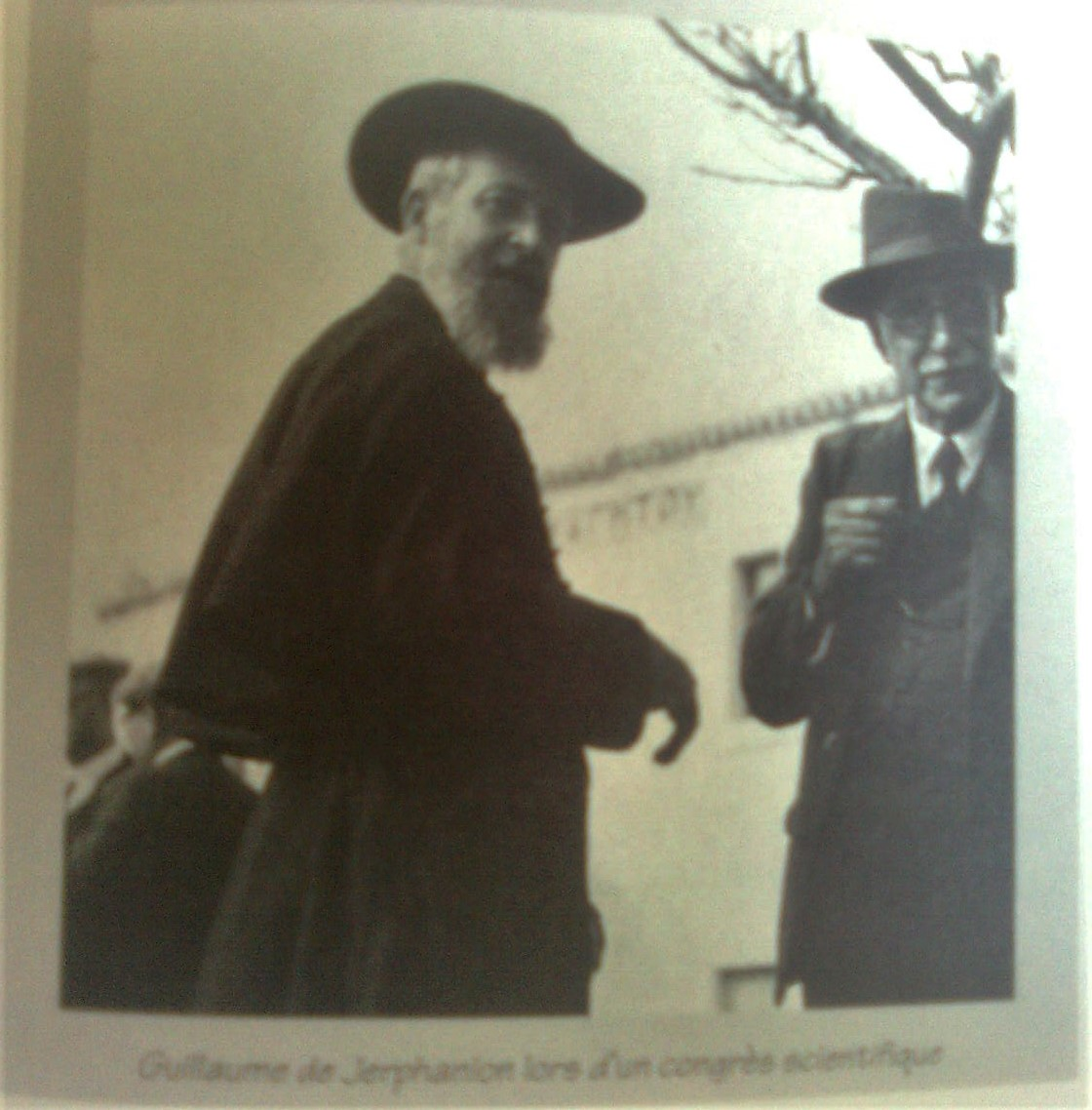
Jerphanion lors d'un colloque scientifique probablement dans les années 30 ou 40

Guillaume de Jerphanion quittera définitivement la Turquie en 1927 et deviendra professeur d’archéologie chrétienne à l’Institut pontifical Oriental de Rome. Il est élu membre de l'Académie des inscriptions et belles-lettres en 1947. C’est à Rome qu’il meurt en 1948.

## Guillaume de Jerphanion, l’écrivain et le photographe

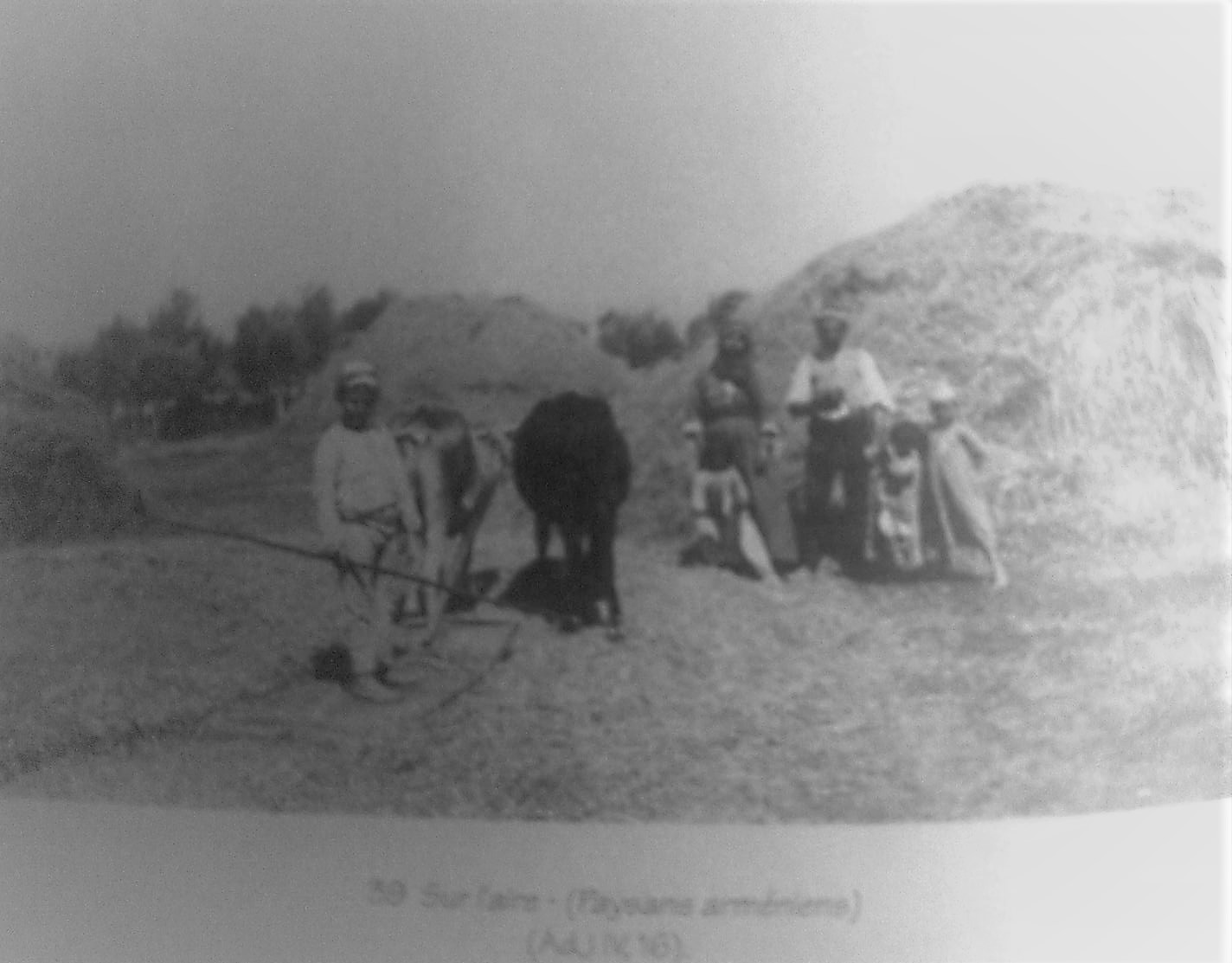
Paysans arméniens près de Amasya. Photo prise par Jerphanion avant 1914

Guillaume de Jerphanion tout au long de ses voyages tiendra un journal dans lequel il couchera nombre de ses découvertes et impressions. Issu d’une noblesse attachée à la terre, il est touché par la grande pauvreté qui règne en Anatolie. Il est frappé par la situation misérable des paysans et leur exploitation par les grands propriétaires terriens qui leur louent la terre.

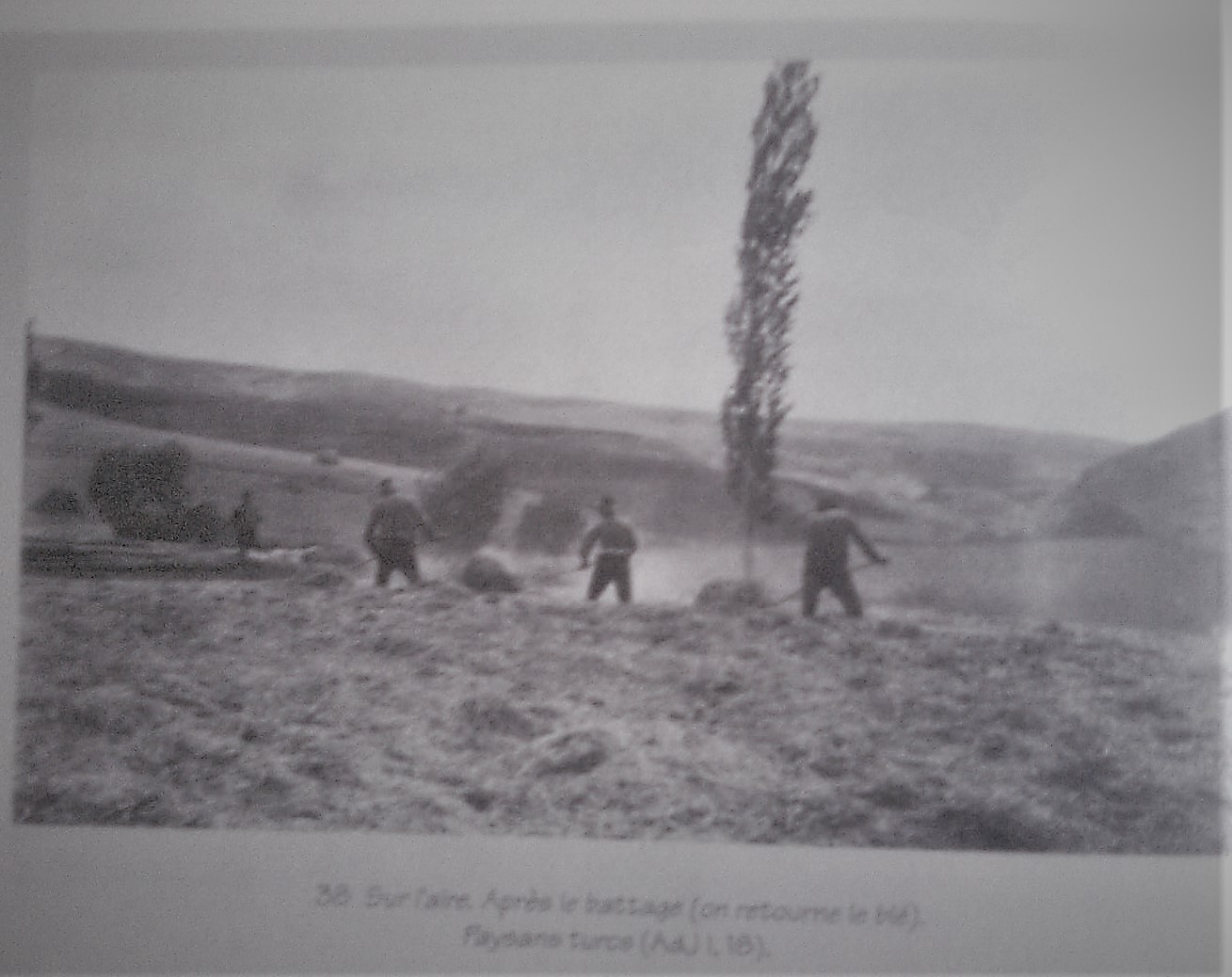
Paysans turcs près de Amasya. Photo prise par Jerphanion avant 1914

En même temps qu’il met par écrit ses impressions, il photographie beaucoup, les paysages, les scènes rurales, des portraits et des monuments. Aujourd'hui ses photos sont principalement disséminées dans les archives des Jésuites à Beyrouth, Rome et Paris.

## Son œuvre:Une nouvelle province de l'art byzantin, les églises rupestres de Cappadoce(5 volumes, 1925-42)
Il s’agit d’un ouvrage sur  les églises de Cappadoce qu’il écrira à la suite de trois voyages en Cappadoce réalisés, le premier en août 1907, le second et le plus important en 1911 (de août 1911 à janvier 1912) enfin le troisième en août-septembre 1912.

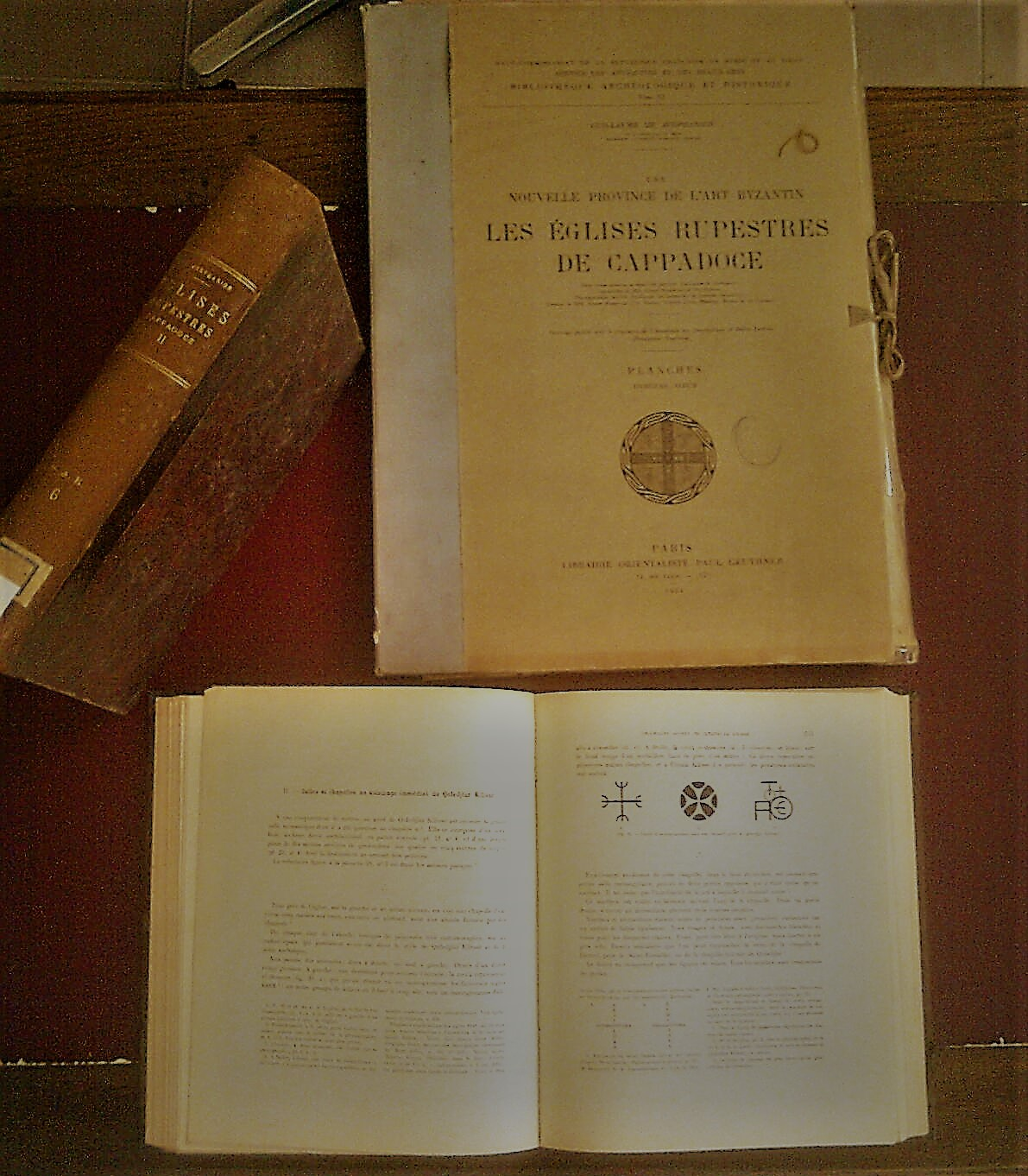
Photo des ouvrages en question

Dans les cinq volumes que constitue l’œuvre complète est répertoriée de manière méthodique et homogène toute une série de monuments échelonnés du IXe au XIIIe siècle et principalement situés dans la région d’Ürgüp. L’œuvre complète se présente donc comme un grand inventaire. On y retrouve décrite une centaine d’églises sur les plus de 230 monuments que la Cappadoce chrétienne recense, le texte et le plan des églises accompagnés de photos, de dessins au trait et de quelques planches en couleur.
La publication de l’ouvrage fut annoncée pour 1913. Selon ses propres dires (Cf introduction du Tome 1) les trois quarts de l’ouvrage étaient prêts à la publication à Beyrouth lorsque la guerre éclata. À la fin de la guerre les manuscrits et planches en couleur laissés à l’abandon dans un hangar furent retrouvés en mauvais état, inexploitables. Guillaume de Jerphanion dut tout recommencer. Par chance ses notes conservées dans la résidence Jésuite d’Istanbul et les photos qu’il avait emportées avec lui en France étaient sauves. Finalement la publication de l’ouvrage s’étendra entre 1925 et 1942.
Guillaume de Jerphanion peut être considéré comme le fondateur des études cappadociennes.

## Ouvrages
- La Légion d’Orient : études, 1919
- Une nouvelle province de l'art byzantin : les églises rupestres de Cappadoce (5 vol.), 1925-1942
- La voix des monuments : notes et études d'archéologie chrétienne, 1930
- La voix des monuments : étude d'archéologie : nouvelle série, 1938

prix Charles-Blanc de l’Académie française en 1939